# Норт (фільм)
Норт (англ. North) — американська пригодницька комедія 1994 року.

## Сюжет
Зразковий одинадцятирічний хлопчик Норт уважає, що батьки не помічають його, не поважають і не цінують. Щоб позбавити їх батьківських прав, він подає в суд і оголошує всьому світу через пресу, що сам хоче обрати собі нових батьків. Суддя виносить вирок: йому потрібно в двомісячний термін або знайти нових батьків або повернутися до старих. Дуже багато хто у світі захотіли отримати найкращу дитину. Норт відправляється в подорож по всьому світу, включаючи далеку Північ і тропічну Африку. Проте, урешті-решт, перебравши безліч варіантів, Норт розуміє, що кращих за власних батьків йому нікого не знайти.

## У ролях
- Елайджа Вуд — Норт
- Джон Ловітц — Артур Белт
- Брюс Вілліс — оповідач, великодній заєць, ковбой, турист, візник, Джої Фінгерс, водій вантажівки FedEx
- Джейсон Александер — тато Норта
- Джулія Луїс-Дрейфус — мати Норта
- Алан Аркін — cуддя Бакл
- Ден Екройд — Па Текс
- Ріба Макінтайр — Ма Текс
- Кеті Бейтс — мати Аляски
- Грем Грін — тато Аляски
- Ейб Віґода — дідусь Аляски
- Джон Ріттер — Ворд Нельсон
- Лорен Том — місіс Хо
- Келлі Макгілліс — мати сімейства Амішів
- Олександр Годунов — батько сімейства Амішів
- Скарлетт Йоганссон — Лора Нельсон
- Бен Стайн — куратор музею
- Джассі Смоллетт — Адам
- Джассі Смоллетт — Адам
- Марк Коппола — репортер

## Цікаві факти
- Цей фільм став дебютним для відомої акторки Скарлетт Йоганссон (роль Лори Нельсон), якій від час знімання було менше 10 років.